# Silylen
Silylen ist eine instabile chemische Verbindung aus der Gruppe der Siliciumverbindungen.

## Gewinnung und Darstellung
Silylen ist durch Kondensation von Spuren von Silicium-Atomgas (gewinnbar durch Erhitzen von Silicium auf ca. 1400 °C im Hochvakuum) und Wasserstoff zusammen mit viel Argon auf 10 K kalte Flächen gewonnen werden. Hierbei reagieren die »heißen« Si-Atome im Triplett-Zustand (3P-Zustand) während ihrer raschen Abkühlung mit den H2-Molekülen unter Bildung von angeregtem Triplett-Silylen 3 SiH2 (3B1-Zustand), das teilweise nochmals Wasserstoff unter Bildung von Monosilan addiert, teilweise in Singulett-Silylen 1 SiH2 (1A1-Grundzustand) übergeht. Letzteres ist in der Tieftemperaturmatrix bei 10 K metastabil. Beim Erwärmen reagiert es mit ebenfalls gebildetem Monosilan unter α-Addition zu Disilan bzw. mit sich selbst unter Polymerisation zu Polysilylen (SiH2)x, wie zum Beispiel Disilen H2Si=SiH2.
Die knapp unterhalb 300 °C einsetzende Disilan-Thermolyse (Ea = 203 kJ mol−1) führt zunächst zu Silylen, das sich in Si-H-Bindungen einschiebt (zum Beispiel {\displaystyle {\ce {Si2H6 + SiH2 -> Si3H8}}}).
{\displaystyle {\ce {Si2H6 -> SiH4 + SiH2}}}
Die Verbindung wurde auch bei der UV-Photolyse von Phenylsilan PhSiH3 spektroskopisch nachgewiesen. Es entsteht auch bei der Thermolyse von Methyldisilan.

## Eigenschaften
Silylen weist einen nichtradikalischen Singulett-Grundzustand auf (beide Moleküle sind als 6-Elektronenspezies in Übereinstimmung mit den Walsh-Regeln gewinkelt (92.8°)).

## Derivate
Ähnlich thermolabil wie das Silylen und seine anorganischen Derivate (wie zum Beispiel SiHalogen2) sind dessen organische Derivate SiR2 (gleiche oder ungleiche Organylgruppen bzw. ein organischer, ein anorganischer Rest). Sie können gemäß {\displaystyle {\ce {R2SiXY -> SiR2 + XY}}} durch thermische oder photochemische α-Eliminierungsreaktionen als Reaktionszwischenprodukte erzeugt werden. Allgemein werden diese als Silylene bezeichnet.
Mit sperrigen Substituenten ist es aber in neuerer Zeit gelungen, zahlreiche bei 25 °C beständige Silylene herzustellen.